# Rik Breukers
Rik Breukers (Boxmeer, 14 mei 1998) is een Nederlands autocoureur.

## Carrière
Breukers maakte zijn autosportdebuut in het karting in 2012, toen hij deelnam aan het Nederlands kampioenschap RK1 sprint, waarin hij op plaats negen eindigde. In 2013 eindigde Breukers op de eerste plaats en werd daarmee Nederlands kampioen in het RK1 kampioenschap.
In 2014 nam Breukers deel aan het Nederlands kampioenschap Citybugs. Hij reed in een Toyota Aygo en verscheen slechts twee keer aan de start, waarvan één keer resulteerde in een podiumfinish.
Het jaar daaropvolgend nam Breukers deel aan diverse langeafstand races met daarin als hoogtepunten een overwinning in de 24 uur van Silverstone en een tweede plaats in de 24 uur van Zolder.
Het seizoen 2016 deed Breukers mee voor het Europese Lamborghini Super Trofeo kampioenschap, waarin hij 13 races reed en in totaal vier overwinningen, drie pole posities en tien podiumplaatsen behaalde. Hij eindigde op de tweede plek in het kampioenschap. Naast het Europese kampioenschap nam Breukers ook deel aan het wereldkampioenschap van de Lamborghini Super Trofeo, waarin hij als derde eindigde. Breukers nam naast deze kampioenschappen ook deel in de 12 uurs van Sepang waar hij een tweede plaats behaalde.
In 2017 nam Breukers deel aan het Lamborghini Super Trofeo Middle East kampioenschap, dat bestond uit zes wedstrijden. Hij eindigde vijf keer als eerste, behaalde drie keer de pole positie en noteerde viermaal de snelste raceronde.
In het Europese kampioenschap behaalde Breukers de tweede plaats, terwijl hij in het Aziatische Lamborghini kampioenschap als eerste eindigde en daarmee de kampioenstitel veroverde. In 2017 bestond de World Final van de Lamborghini Super Trofeo uit twee wedstrijden, die werden verreden op het circuit van Imola. Breukers behaalde de pole positie voor race 1, waar hij uiteindelijk op de tweede plek eindigde. In race twee kwam Breukers niet aan de beurt omdat zijn teamgenoot de auto vroegtijdig crashte. Naast deze kampioenschappen nam Breukers deel aan de 24 uur van Le Mans, waar hij op de 19de plaats eindigde.
Breukers nam in 2018 door deel aan de 24 uur van Daytona, waar hij met de allereerste overwinning behaalde in een 24-uursrace voor het merk Lamborghini. De auto waarmee Breukers en zijn teamgenoten Bortolotti, Perera en Ineichen reden, wordt nu tentoongesteld in het Lamborghini museum in Bologna. Door zijn overwinning in de 24 uur van Daytona ontving Breukers een exclusieve Daytona Rolex, een horloge dat uitsluitend wordt toegekend aan de winnaars van deze prestigieuze race. Breukers nam in 2018 ook deel aan het International GT Open kampioenschap, waarin hij twee overwinningen behaalde, zevenmaal op het podium stond, een keer de pole positie veroverde en tweemaal keer de snelste raceronde noteerde. Daarnaast nam hij ook deel aan de 24 uur van Spa, waar hij een tweede plaats behaalde. Tijdens het Aston Martin Le Mans festival vertegenwoordigde Breukers het team van Academy Motorsport en behaalde daar een tweede plaats.
In 2019 behaalde Breukers de overwinning in de 24 uur van Dubai, waarbij hij uitkwam voor het Car Collection-team met een Audi R8 LMS GT3. Deze race markeerde de eerste keer dat Breukers deelnam aan een race met het automerk Audi. Twee weken na de 24 uur van Dubai stond Breukers opnieuw aan de start van de 24 uur van Daytona met Lamborghini. Hij slaagde erin om voor de tweede keer op rij de 24 uur van Daytona te winnen. Hiermee verdiende Breukers zijn tweede Rolex Daytona-horloge. Ook bij de 12 uur van Sebring wist hij met Lamborghini de overwinning te behalen. Na deze drie overwinningen in belangrijke wereldwijde endurance races kwam hij tijdens het Europese seizoen uit voor het gerenommeerde W-racing team (WRT) in het GT World Challenge sprint en endurance kampioenschap. Gedurende het seizoen bij Audi's WRT team behaalde Breukers een overwinning, vier keer podium en een keer de snelste race ronde.
Het jaar na zijn debuut voor het WRT team kwam Breukers opnieuw uit voor dit team in het GT Worldchallenge endurance kampioenschap. Hij behaalde dat seizoen geen overwinningen. Naast het Europese kampioenschap verscheen Breukers opnieuw aan de start in de 24 uur van Dubai met het team WRT. Hij behaalde hier een 2de plaats.
In 2021 verscheen Breukers opnieuw aan de start van het GT World Challenge kampioenschap, maar deze keer reed hij voor het team MadPanda Motorsport voor het automerk Mercedes. Breukers behaalde vier podiumplaatsen en veroverde de overwinning in de 24 uur van Spa.
In 2022 stopte de coureur met racen omdat hij er geen plezier meer in had.